# بروس راسل
بروس راسل (به انگلیسی: Bruce Russell) بازیکن فوتبال زادهٔ ۲۵ اوت ۱۸۵۹ اهل کشور انگلستان بود که سابقهٔ بازی در تیم ملی فوتبال انگلستان را در کارنامهٔ خود دارد. وی در تاریخ ۳ فوریه ۱۸۸۳ تنها بازی ملی خود را در مقابل تیم ملی فوتبال ولز انجام داد.